# UCI Coupe des Nations U23 2009
L'UCI Coupe des Nations U23 2009 est la troisième édition de l'UCI Coupe des Nations U23. Elle est réservée aux cyclistes de sélection nationales de moins de 23 ans. Elle est organisée par l'Union cycliste internationale et fait partie du calendrier des circuits continentaux.

## Résultats

### Épreuves
| Date             | Épreuve                          | Pays     | Vainqueur        | Deuxième           | Troisième         | Leader (nations) |
| ---------------- | -------------------------------- | -------- | ---------------- | ------------------ | ----------------- | ---------------- |
| 27-29 mars       | Grand Prix du Portugal           | Portugal | Sergio Henao     | Ricardo Vilela     | Rasmus Guldhammer | Colombie         |
| 11 avril         | Tour des Flandres espoirs        | Belgique | Jan Ghyselinck   | Rasmus Guldhammer  | John Degenkolb    | Danemark         |
| 15 avril         | Côte picarde                     | France   | Timofey Kritskiy | Yuriy Agarkov      | Sep Vanmarcke     | Danemark         |
| 18 avril         | ZLM Tour                         | Pays-Bas | Luke Rowe        | Vojtěch Hačecký    | John Degenkolb    | Danemark         |
| 26 avril-1er mai | Tour des régions italiennes      | Italie   | Course annulée   |                    |                   |                  |
| 4-7 juin         | Coupe des nations Ville Saguenay | Canada   | Johan Le Bon     | Nico Keinath       | Sergio Henao      | Danemark         |
| 5-13 septembre   | Tour de l'Avenir                 | France   | Romain Sicard    | Tejay van Garderen | Sergej Fuchs      | France           |

### Classement par nations
| #  | Pays        | Pts. |
| -- | ----------- | ---- |
| 1  | France      | 108  |
| 2  | Allemagne   | 100  |
| 3  | Danemark    | 79   |
| 4  | Colombie    | 66   |
| 5  | Slovénie    | 61   |
| 6  | États-Unis  | 57   |
| 7  | Russie      | 54   |
| 8  | Belgique    | 43   |
| 9  | Pays-Bas    | 40   |
| 10 | Biélorussie | 36   |